# Азеведо, Марсио
Ма́рсио Гонса́га де Азеве́до (порт. Márcio Gonzaga de Azevedo; 5 февраля 1986, Гуарабира, штат Параиба) — бразильский футболист, защитник.

## Биография
Родился 5 февраля 1986 в городе Гуарабира. Воспитанник юношеских команды футбольного клуба «Жувентуде».
Марсиу попал в главную команду в 2005 году, но дебютировал только в 2006 году. Так и началась его карьера в клубе «Жувентуде». Ему понадобилось время чтобы закрепиться в основной состав команды, и со временем ему это удалось. В 2007 году его игра была высоко оценена, и он был признан лучшим левым защитником лиги «Гаушу».

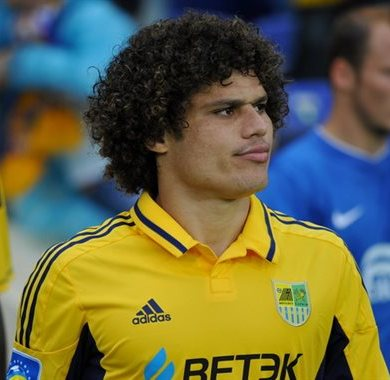
Марсио Азеведо в составе «Металлиста»

С 2007 по 2008 год играл клуб за «Форталеза». Там он стал победителем чемпионата штата Сеара.
1 марта 2013 года Марсио Азеведо перешёл в «Металлист». Бразилец подписал контракт с украинским клубом на четыре года. 18 марта
в матче 21-го тура против ужгородской «Говерлы» Марсио дебютировал в чемпионате Украины. В первом своём сезоне Азеведо помог клубу впервые в своей истории взять серебро чемпионата.
18 августа 2014 года Азеведо перешёл в донецкого «Шахтёр». Сумма трансфера составила 4 миллиона евро. Соглашение было рассчитано на четыре года. Из-за постоянных травм не смог завоевать место в старте команды. 30 октября 2015 года Марсио сыграл в чемпионате против луганской «Зари» (7:1), после чего травмировался и в следующий раз в официальной игре вышел за «горняков» лишь 16 февраля 2017 года. Это был матч 1/16 финала Лиги Европы против «Сельты» (1:0), в котором донецкая команда уже играла при новом тренере Паулу Фонсеке, а Марсио появился на поле на 3-й компенсированной к матчу минуте, выступив в роли «технической» замены. Для Азеведо получилось так, что с приходом на тренерский пост Фонсеки, он пребывал в клубном лазарете. В тот момент, когда каждый игрок команды получил возможность проявить себя и начать все с «чистого листа» при новом тренере для Азеведо такая возможность из-за очередной травмы так и не возникла. В итоге своим шансом воспользовался его соотечественник Исмаили, застолбивший за собой левую бровку, а вернувшийся после повреждения Азеведо довольствовался лишь ролью бесперспективного резервиста.
В сезоне 2017/18 стал для «горняков» своего рода предвестником неудач. Бразилец провел 5 игр в чемпионате, 3 из которых начинал в стартовом составе. Все три этих поединка «Шахтёр» не смог выиграть — поражение от «Зари» (1:2) и ничьи против «Стали» (1:1) и «Черноморца» (0:0). В итоге менеджмент «горняков» принял единственно решение — расстаться с уже немолодым исполнителем.
11 января 2018 года Азеведо перешёл на правах аренды в ПАОК. Договор рассчитан до 30 июня 2018 года. Тогда же истекает и соглашение с «Шахтёром», после чего бразилец станет свободным агентом. По неофициальной информации, «Шахтёр» получил 400 тысяч евро за аренду Марсио.
В августе 2018 года вернулся в «Атлетико Паранаэнсе». В том же году завоевал с командой её первый трофей на международной арене — Южноамериканский кубок, однако Азеведо в ходе победной кампании ни разу не вышел на поле. В 2019 году помог своей команде впервые в истории выиграть Кубок Бразилии. В 2020 году стал чемпионом штата Парана. В 2021 году «Атлетико Паранаэнсе» во второй раз стал обладателем Южноамериканского кубка. Как и тремя годами ранее, Марсио Асеведо весь турнир был дублёром, однако в этот раз всё же принял участие в первой игре 1/4 финала против ЛДУ Кито.

## Титулы и достижения
- Чемпион штата Парана (2): 2009, 2020
- Чемпион Кубка Бразилии (1): 2019
- Чемпион Украины (1): 2016/17
- Серебряный призёр чемпионата Украины (1): 2012/13
- Вице-чемпион Греции (1): 2017/18
- Обладатель Южноамериканского кубка (2): 2018 (не играл), 2021